# Juliet Hammond-Hill
Juliet Hammond-Hill, född 13 november 1953 i London, är en brittisk skådespelare, främst känd för sin roll som Natalie Chantrens i samtliga tre omgångar av 1970-talets BBC-dramaserie Hemliga armén och fortsättningen 1981, Kessler.
Hon utbildades till skådespelare vid Webber Douglas Academy och debuterade i samband med Royal Shakespeare Companys uppsättning av Nicholas Nickleby. På TV är hon även ihågkommen för sin roll som den tyska terroristen Irene Kohl i thrillerserien Blodspengar (visad i SVT2 hösten 1982) och för gästframträdanden i BBC-serier som Blake's 7, i vilken hon spelade den telepatiska Pella och i Only Fools and Horses där hon spelade Miranda Davenport. 1982, när hon väntade sin dotter, spelade hon mot David Bowie som Emilie i TV-versionen av Bertholt Brechts Baal.
Numera känd som Juliette Hammond, är hon inte längre aktiv skådespelare, utan verkar istället som dramalärare.